# Saint-Martin-des-Champs (Finisterra)
Saint-Martin-des-Champs é uma comuna francesa na região administrativa da Bretanha, no departamento de Finisterra. Estende-se por uma área de 15,70 km², com 4 690 habitantes, segundo os censos de 2014, com uma densidade de cerca de 300 hab/km².